# Illusioni parallele
Illusioni parallele, pubblicato nel 2004, è il settimo album dei Tiromancino. Anticipato dal singolo Amore impossibile, l'album è arricchito di collaborazioni con Manuel Agnelli degli Afterhours nel brano Esplode e con il trombettista Claudio Corvini in Attraversare la notte, inoltre vi è una cover del brano Felicità di Lucio Dalla.

## Tracce
Testi di Federico Zampaglione, eccetto dove indicato.
1. Pericle il Nero – 3:17 (musica: Federico Zampaglione, Andrea Pesce, Andrea Aureli, Lorenzo Amurri)
2. La terra vista dalla Luna – 4:45 (musica: Andrea Pesce, Federico Zampaglione)
3. Imparare dal vento – 4:11 (testo: Federico Zampaglione, Camilla Triolo – musica: Federico Zampaglione, Andrea Pesce)
4. Amore impossibile – 3:57 (Federico Zampaglione)
5. Apro gli occhi – 3:27 (testo: Federico Zampaglione – musica: Federico Zampaglione, Luigi Pulcinelli, Andrea Pesce)
6. Verso nord – 2:47 (testo: Federico Zampaglione – musica: Federico Zampaglione, Andrea Pesce)
7. L'autostrada – 3:18 (testo: Federico Zampaglione – musica: Federico Zampaglione, Andrea Pesce)
8. Esplode – 3:43 (musica: Federico Zampaglione, Andrea Pesce, Luigi Pulcinelli, Manuel Agnelli)
9. Cosa cerchi veramente – 3:05 (testo: Federico Zampaglione, Domenico Zampaglione – musica: Federico Zampaglione)
10. Illusioni parallele – 3:24 (musica: Luigi Pulcinelli, Federico Zampaglione)
11. Felicità – 5:56 (Lucio Dalla)
12. Attraversare la notte – 3:08 (testo: Federico Zampaglione, Domenico Zampaglione – musica: Federico Zampaglione, Luigi Pulcinelli)

## Formazione
Federico Zampaglione - voce, chitarra elettrica ed acustica, basso elettrico, tastiera
Andrea Pesce - tastiere, piano, sintetizzatori, piano elettrico, cori
Luigi Pulcinelli - programmazione, campionatore, drum machine, basso synth, tastiere aggiuntive, arrangiamenti
Altri musicisti:
Piero Monterisi - batteria
Manuel Agnelli - voce e chitarra (8)
Nicole Pellicani - voce (6)
Dario Ciffo - violino elettrico (8)
Claudio Corvini - tromba (12)

## Classifiche

### Classifiche settimanali
| Classifica (2004) | Posizione massima |
| ----------------- | ----------------- |
| Italia            | 3                 |

### Classifiche di fine anno
| Classifica (2004) | Posizione |
| ----------------- | --------- |
| Italia            | 53        |
| Classifica (2005) | Posizione |
| Italia            | 89        |